# Velocità peculiare
La velocità peculiare (o anche moto peculiare) è, in generale, la velocità di un oggetto rispetto a un certo sistema di riferimento. Il concetto è particolarmente usato in astronomia.

## Definizione
Nello studio delle galassie, il moto peculiare di un oggetto celeste (tipicamente una stella) è il moto dello stesso rispetto al sistema di riferimento della propria galassia. Usualmente si usa il sistema di riposo locale (o Local standard of rest, LSR) come sistema di riferimento rispetto al quale misurare i moti peculiari dei corpi celesti nella Via Lattea.
La velocità peculiare di una galassia in sé indica invece la componente vettoriale della sua velocità generale che devia dal flusso di Hubble.
Tali concetti si contrappongono a quello di moto apparente (per certi versi, è in parte la stessa differenza logica che vi è tra la magnitudine apparente e quella assoluta di un corpo celeste, dove cambia il punto di vista dell'osservatore).